# Olga Nikolaevna da Rússia (1822–1892)
Olga Nikolaevna Romanova (em Russo Ольга Николаевна Романова - Ol'ga Nikolayevna Romanova; em alemão:  Olga Nikolajewna Romanowa; São Petersburgo, 11 de setembro de 1822 – Friedrichshafen, 30 de outubro de 1892) foi a esposa do rei Carlos I e Rainha Consorte de Württemberg de 1864 até 1891. Nascida como uma Grã-Duquesa da Rússia, era a segunda filha do imperador Nicolau I da Rússia e da sua esposa, a princesa Carlota da Prússia.

## Primeiros anos
A Grã-Duquesa Olga Nikolaevna 11 de Setembro de 1822, São Petersburgo. O seu pai o  Imperador Nicolau I filho de Paulo I e da imperatriz Maria Feodorovna da Rússia (nascida princesa Sofia Doroteia de Württemberg). A sua mãe era a imperatriz Alexandra Feodorovna da Rússia (nascida princesa Carlota da Prússia), filha do rei Frederico Guilherme III da Prússia e da rainha Luísa da Prússia (nascida princesa Luísa de Mecklemburgo-Strelitz). Esposa de Carlos I, Rei de Wurttemberg.

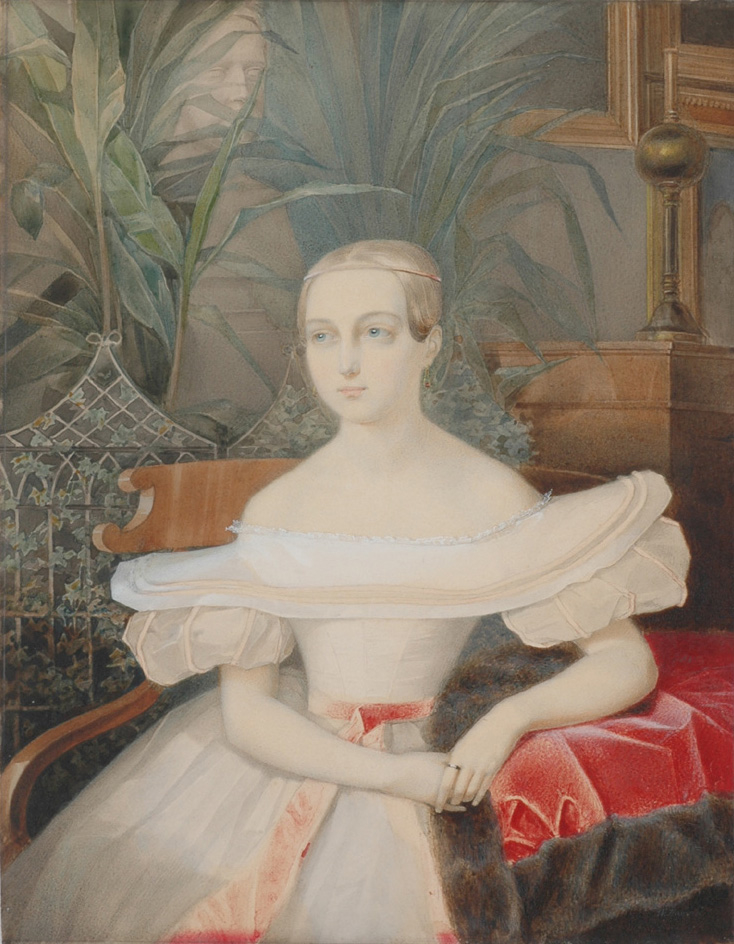
A Grã-Duquesa Olga em 1836.

Olga recebeu uma brilhante educação sob a orientação de vários mentores, incluindo o Professor, poeta, crítico e editor Peter Alexandrovich Pletnev (1792-1865/66), Doutor em Teologia, o tradutor Gerasim Petrovich Pavsky (1787-1863) e o famoso poeta Vasily Andreevich Zhukovsky (1783-1852). Este último transmitiu para sua aluna o amor pela literatura russa, e em particular, pela obra de Alexander Sergeyevich Pushkin.
Olga cresceu numa família chegada com muitas irmãs e irmãos. Tinha dois irmãos mais velhos: o futuro czar Alexandre II e a grã-duquesa Maria Nikolaevna da Rússia, bem como cinco irmãos mais novos: a grã-duquesa Alexandra Nikolaevna da Rússia, a grã-duquesa Isabel Nikolaevna da Rússia, o grão-duque Constantino Nikolaevich da Rússia, o grão-duque Nicolau Nikolaevich da Rússia e o grão-duque Miguel Nikolaevich da Rússia.
A grã-duquesa era atraente, culta e inteligente, sendo considerada uma das princesas mais elegíveis da Europa. Falava várias línguas e gostava de música e de pintura.

## Planos de casamento

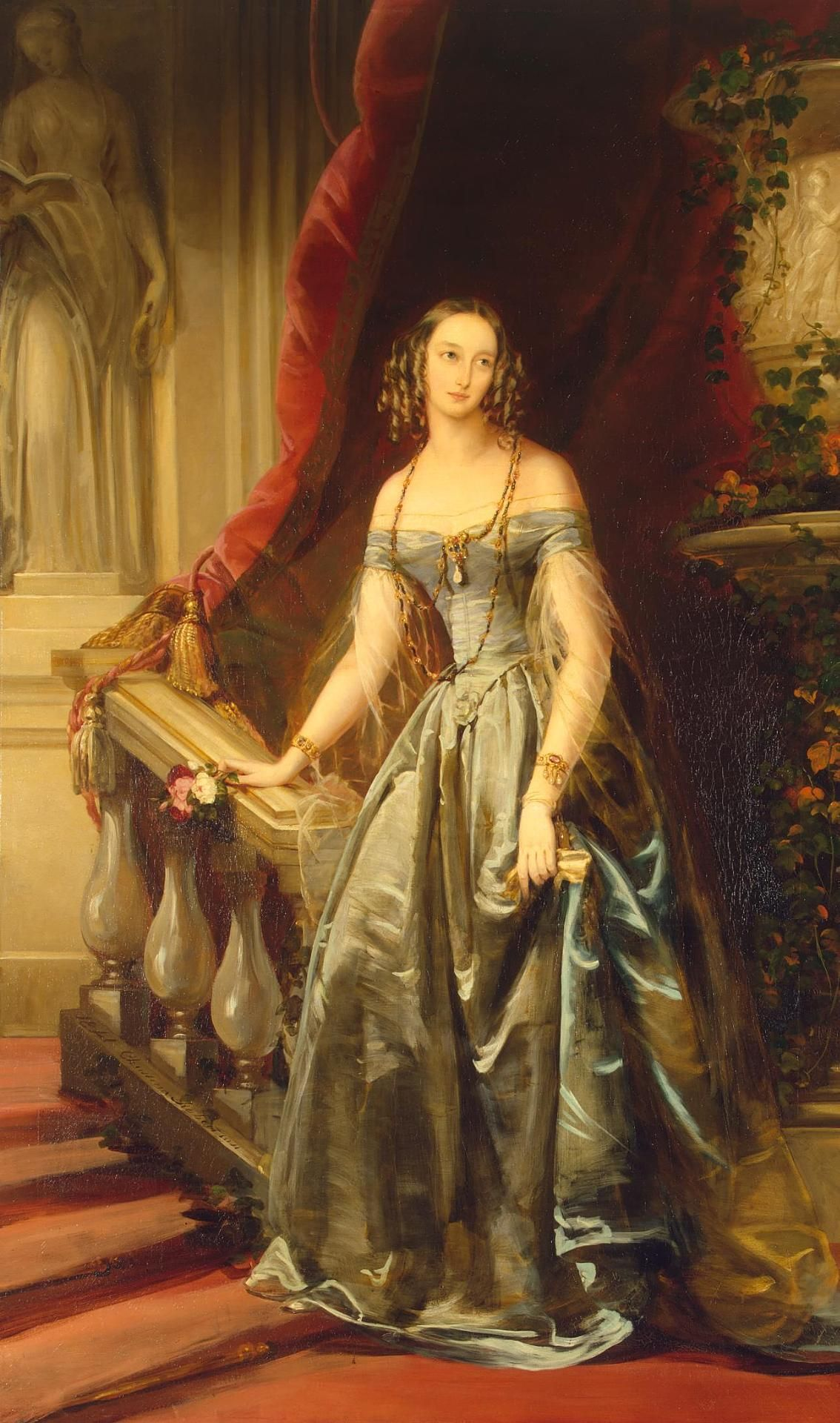
A Grã-Duquesa Olga Nikolaevna em 1841 por Christina Robertson.

Atraente, educada, poliglota, apaixonada por tocar piano e pintar, Olga foi considerada como uma das melhores noivas da Europa. Após o casamento da sua irmã Maria, que casou com um príncipe abaixo da sua posição, os pais de Olga quiseram encontrar-lhe um esposo promissor.  No entanto, havia muitos concorrentes para a sua mão, em 1838, durante a sua estadia com os seus pais em Berlim, a princesa de dezasseis anos atraiu a atenção do Príncipe Herdeiro Maximiliano da Baviera. Mas nem ela nem a sua família gostavam dele. Um ano mais tarde, o Arquiduque Estêvão tomou posse dos seus pensamentos, era filho de José da Hungria (viúvo da falecida Grã-Duquesa Alexandra Pavlovna) de seu segundo casamento. Mas esta união foi impedida pela madrasta de Estêvão, que não queria que uma princesa russa, por ciúmes da primeira esposa do Arquiduque José. Em 1840, Olga decidiu que não teria pressa em casar, disse que estava feliz por ficar em casa. O Imperador Nicolau I declarou que era livre e que podia escolher quem quisesse. A tia de Olga, a Grã-Duquesa Helena Pavlovna (esposa do Grão-Duque Miguel Pavlovich), fez um esforço para ela considerar seu irmão Príncipe Fredrico de Württemberg (1808-1870). Olga escreveu no seu diário:
"Contei tudo à minha mãe (Imperatriz Alexandra Feodorovna), horrorizada e ofegante por indignação. Ele tinha o dobro da minha idade. Ele costumava dançar com a mãe, tinha a idade dos meus pais. Tratei-o como um tio..." 
Os pais começaram a procurar outro pretendente para a sua filha e interromperam no Duque Adolfo de Nassau. E isto quase levou a uma ruptura com a esposa de Miguel Pavlovich, Grã-Duquesa Helena Pavlovna, ela sonhava em casar a sua filha mais nova Isabel com ele. Nicolau I, zelando pela preservação da paz na casa imperial, decidiu que o príncipe era livre para fazer a sua própria escolha entre as primas. Mas a Grã-Duquesa Helena não tinha perdoado à sua sobrinha que tinha negligenciado o seu irmão, estava preocupada que Adolfo preferisse a sua sobrinha em detrimento da sua Isabel. Mas Adolfo, que tinha visitado à Rússia com o seu irmão Maurício, pediu a mão de Isabel Mikhailovna. O Imperador não tinha nada contra ela, mas ficou surpreendido, Maurício chamou atenção de Olga Nikolaevna. Ela escreveu:
"Era um rapaz bonito, bem construído, muito agradável na conversa, com um leve toque de sarcasmo. Rapidamente ganhou as nossas simpatias, e eu gostei dele pela sua generosidade e franqueza. ...o meu coração batia como um pássaro numa gaiola. Sempre que tentava voar para cima, caía com força."
Por vezes Olga pensava em casar com Maurício, mas recusou. Ela acreditava que a esposa devia seguir o marido, não o marido a entrar na terra natal da esposa. Ela parecia humilhada pela ideia de que Maurício fosse desempenhar o mesmo papel que o Príncipe Maximiliano de Leuchtenberg na família imperial.

## Casamento

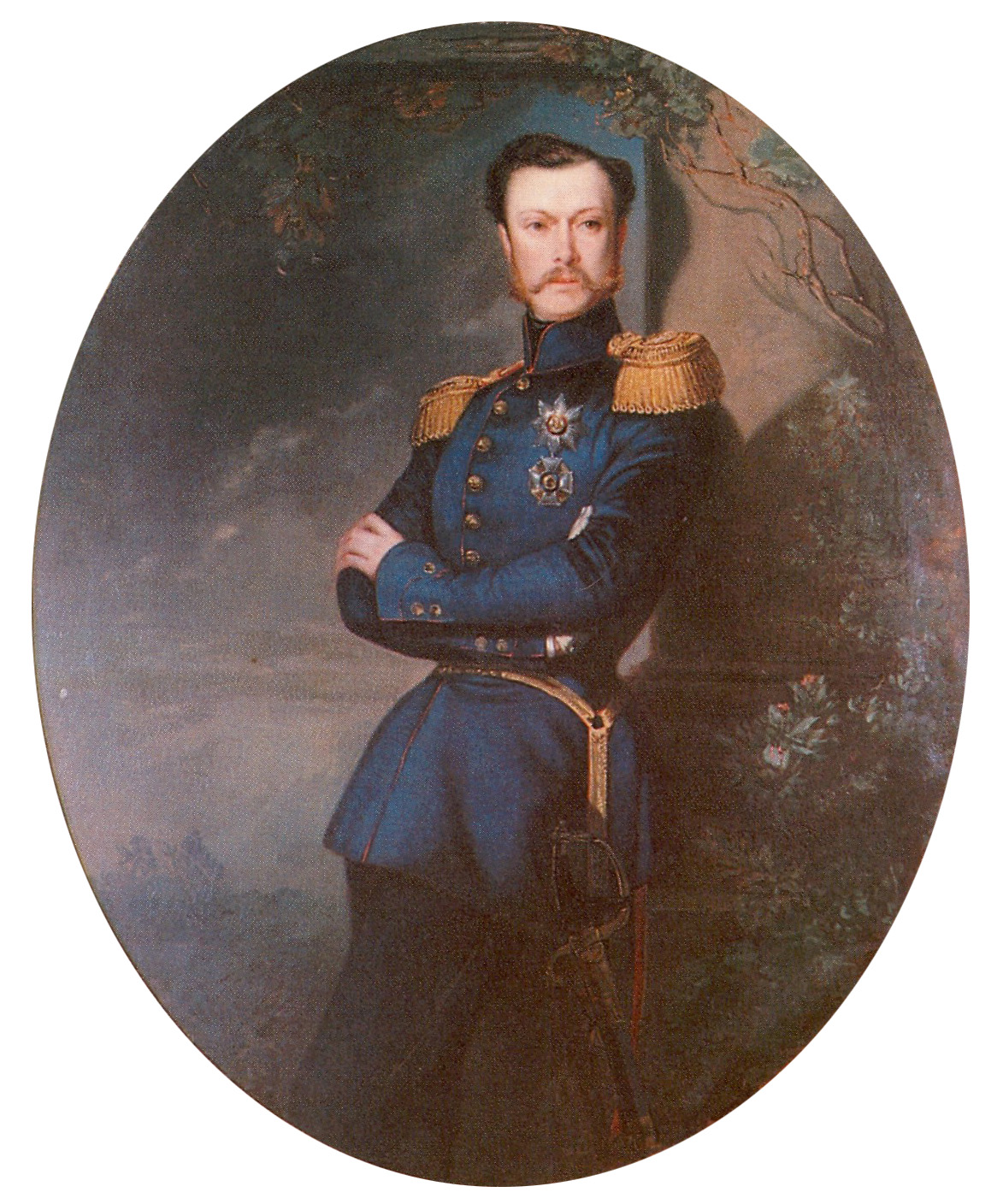
O Príncipe-Herdeiro Carlos de Württemberg.

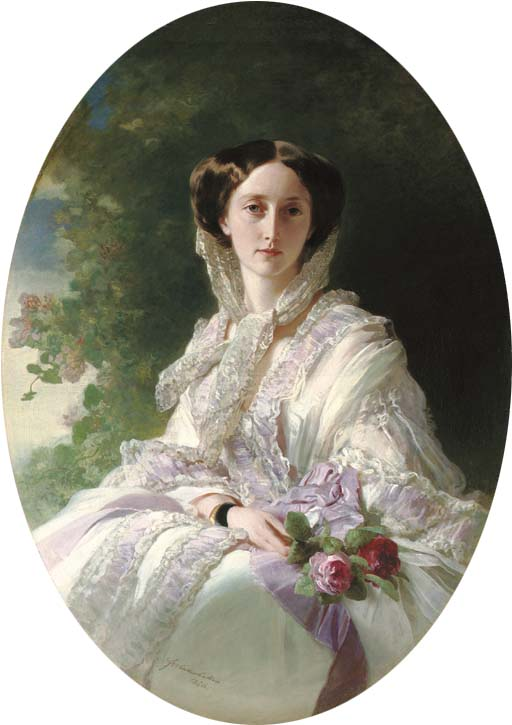
A Princesa-Herdeira Olga de Württemberg em 1856, por Franz Xaver Winterhalter.

Olga conheceu o príncipe-herdeiro Carlos de Württemberg no início de 1846 em Palermo. Os seus pais queriam que ela contraísse um matrimónio dinástico, especialmente pelo facto de os seus irmãos Alexandre, Maria e Alexandra terem contraído uniões relativamente insignificantes (com Maria de Hesse e Reno, Maximiliano de Beauharnais e Frederico Guilherme de Hesse-Cassel, respetivamente). Já tinham ocorrido vários casamentos entre membros da família imperial russa e a família real de Württemberg (além do casamento entre os avós paternos de Olga): o futuro sogro de Olga, o rei Guilherme I de Württemberg, tinha-se casado com a sua tia, a grã-duquesa Catarina Pavlovna da Rússia e o seu tio paterno, o grão-duque Miguel Pavlovich da Rússia, casou-se com a sobrinha de Guilherme I, a princesa Carlota de Württemberg.
Olga aceitou a proposta de casamento de Carlos depois de poucos encontros, no dia 18 de janeiro de 1846. O casamento realizou-se com grande esplendor no dia 13 de julho desse ano em Peterhof, Rússia. O casal chegou a Württemberg no dia 23 de setembro. Viveram principalmente na Vila Berg, em Estugarda e no Kloster Hofen em Friedrichshafen.
O casal não teve filhos, provavelmente devido ao facto de Carlos ser homossexual. O marido de Olga tornou-se o centro de vários escândalos devido à sua proximidade com vários homens. O mais conhecido destes casos foi com o americano Charles Woodcock, um antigo presidente de câmara que Carlos elevou a barão Savage em 1888. Em 1863, Olga e Carlos adoptaram a sua sobrinha, a grã-duquesa Vera Constantinovna da Rússia, filha do irmão de Olga, o grão-duque Constantino.

## Rainha de Württemberg

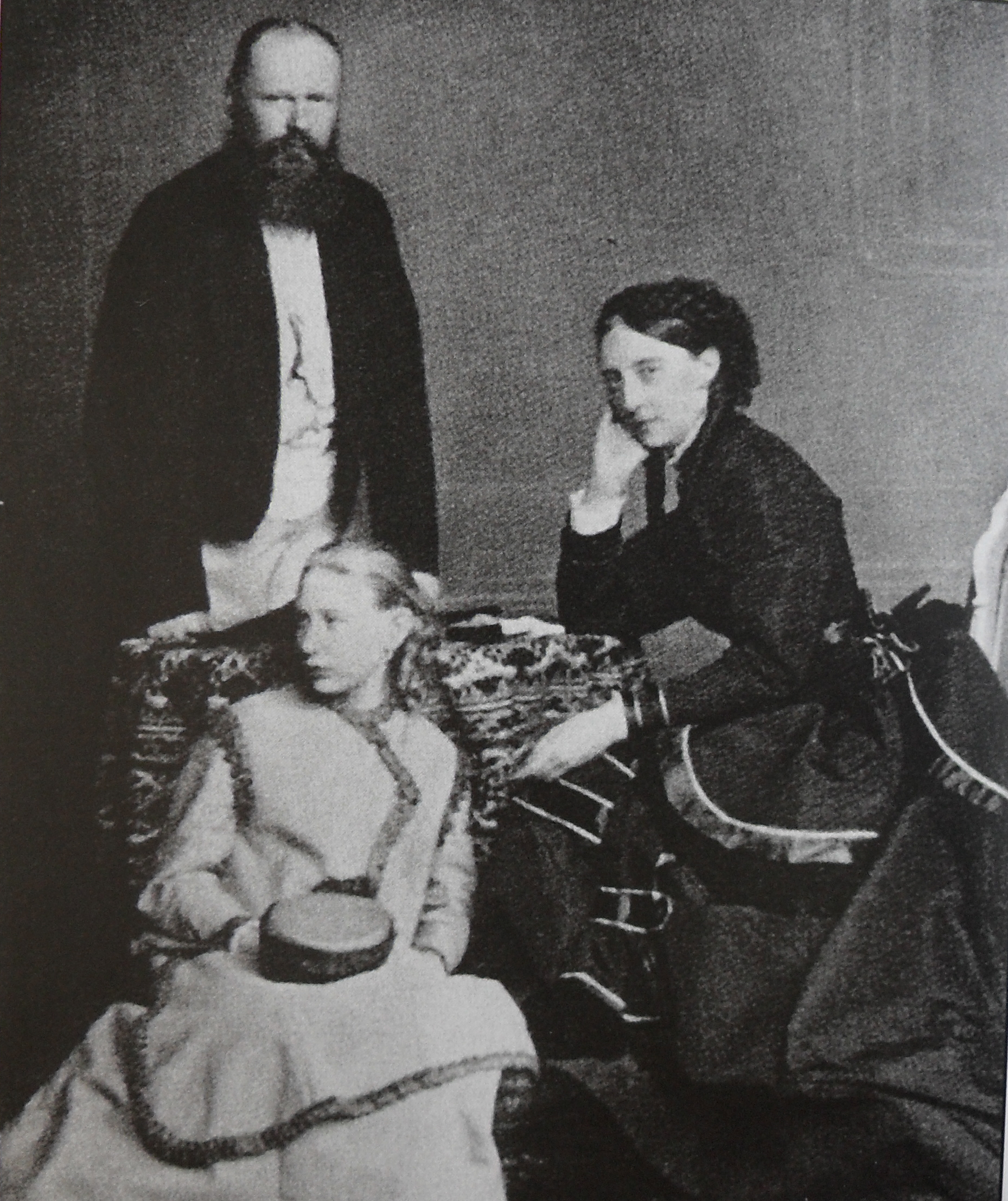
Olga e seu marido Carlos com sua sobrinha Vera Constantinovna, na década de 1860.

O seu marido, Carlos I de Württemberg, rei do Reino Alemão de Württemberg, homenageou-a dando o seu nome a uma ordem, Ordem de Olga, em 27 de junho de 1871.
Sem filhos seus, Olga dedicou a vida a causas sociais. Interessava-se principalmente pela educação de moças e também apoiava os veteranos incapacitados pela guerra. Em 1849, um hospital em Estugarda recebeu o nome de Olgahospital em sua honra. Também a ordem das freiras caritativas protestantes de Estugarda foi baptizadas de Olgaschwesternschaft, em 1872. Estas obras de caridade tornaram-na muito popular entre os seus súbditos, ao contrário do marido.
Olga interessava-se muito por ciências naturais e coleccionava minerais. A sua colecção foi doada ao Staatliche Museum für Naturkunde em Estugarda. O museu ainda expõe com orgulho alguns destes minerais de origem real. O seu nome também está ligado a uma formação geológica no Norte da Austrália. Em 1871, para marcar o seu 25º aniversário de casamento, Carlos e Olga elevaram o explorador australiano Ferdinand Mueller, nascido na Alemanha, a “Barão von Muller”. Ele retribuiu o elogio dando o nome da rainha a uma das suas descobertas geológicas.

## Últimos anos e morte

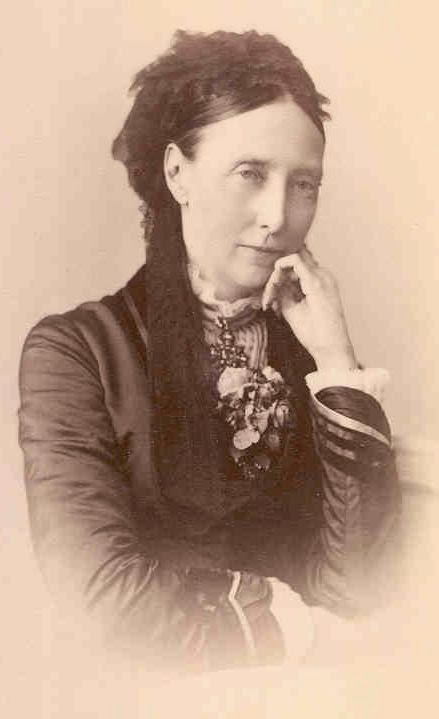
Olga nos seus últimos anos

Olga destacava-se pela sua dignidade e a sua conduta de rainha. Durante uma visita que o casal fez à Áustria em Julho de 1873, uma dama-de-companhia da imperatriz Isabel da Áustria reparou que "ele é extremamente insignificante. Ela tem um aspecto majestoso (...) a única que é rainha (...)".
Em 1881, Olga escreveu um livro de memórias chamado Traum der Jugend goldener Stern (traduzido à letra, “O Sonho Dourado da Minha Juventude”), que descrevia a sua infância na corte russa, a sua dor ao perder a irmã Alexandra e a sua vida como jovem adulta, terminando com o seu casamento com Carlos. O livro foi dedicado às suas sobrinhas, as grã-duquesas Olga e Vera da Rússia.
Quando o seu marido morreu no dia 6 de outubro de 1891, Olga tornou-se na rainha-viúva de Würtemberg. Morreu um ano depois, no dia 30 de outubro de 1892 em Friedrichshafen, aos setenta anos de idade. Foi enterrada na cripta do Castelo Velho em Estugarda.

## Genealogia
| Olga Nikolaevna da Rússia | Pai: Nicolau I da Rússia | Avô paterno: Paulo I da Rússia                  | Bisavô paterno: Pedro III da Rússia                            |
| Olga Nikolaevna da Rússia | Pai: Nicolau I da Rússia | Avô paterno: Paulo I da Rússia                  | Bisavó paterna: Catarina II da Rússia                          |
| Olga Nikolaevna da Rússia | Pai: Nicolau I da Rússia | Avó paterna: Sofia Doroteia de Württemberg      | Bisavô paterno: Frederico II Eugênio, Duque de Württemberg     |
| Olga Nikolaevna da Rússia | Pai: Nicolau I da Rússia | Avó paterna: Sofia Doroteia de Württemberg      | Bisavó paterna: Sofia Doroteia de Brandemburgo-Schwedt         |
| Olga Nikolaevna da Rússia | Mãe: Carlota da Prússia  | Avô materno: Frederico Guilherme III da Prússia | Bisavô materno: Frederico Guilherme II da Prússia              |
| Olga Nikolaevna da Rússia | Mãe: Carlota da Prússia  | Avô materno: Frederico Guilherme III da Prússia | Bisavó materna: Frederica Luísa de Hesse-Darmstadt             |
| Olga Nikolaevna da Rússia | Mãe: Carlota da Prússia  | Avó materna: Luísa de Mecklemburgo-Strelitz     | Bisavô materno: Carlos II, Grão-Duque de Mecklemburgo-Strelitz |
| Olga Nikolaevna da Rússia | Mãe: Carlota da Prússia  | Avó materna: Luísa de Mecklemburgo-Strelitz     | Bisavó materna: Frederica de Hesse-Darmstadt                   |